# مائده
سورهٔ مائده سورهٔ پنجم قرآن است، ۱۲۰ آیه دارد، و سوره‌ای مدنی است. نامگذاری این سوره به دلیل ذکر داستان نزول مائده برای یاران عیسی در آیهٔ ۱۱۴ این سوره صورت گرفته‌است. معنای آن جایی که غذا پهن می‌شود یا خوان است. بنابر روایتی اسلامی، این سوره در حجةالوداع در بین راه مکه و مدینه نازل شده‌است. در بخش اول سوره، به مسئلهٔ ولایت در اسلام، تثلیث در مسیحیت، و قیامت و معاد پرداخته شده‌است. در قسمت دیگر سوره، به مسائلی مانند وفای به عهد، عدالت اجتماعی، شهادت‌دادن با عدالت، حرام‌بودن کشتن انسان‌ها (در ضمن بیان داستان هابیل و قابیل) و احکام غذاهای حلال و احکام وضو و تیمم پرداخته شده‌است.